# Rovnattsländor
Rovnattsländor (Rhyacophilidae) är en familj i insektsordningen nattsländor. Familjen hör inte till de största familjerna inom ordningen nattsländor, men är ändå relativt artrik. Det största släktet är Rhyacophila, som innehåller runt 500 kända arter. 
Rovnattsländor förekommer främst vid rinnande vattendrag, som bäckar och åar, ofta lite svalare sådana, till exempel bäckar som rinner genom skogsmark. Larverna lever i vatten och de flesta arters larver är aktiva rovdjur som tar andra, mindre vattenlevande djur. 
Till skillnad från många andra nattsländelarver bygger rovnattsländornas larver inget hus som skydd och inte heller konstruerar de någon typ av fångstnät. I det sista larvstadiet kan de dock konstruera en skyddande puppkammare av exempelvis små stenar, som de fäster på en större sten.
I Sverige finns 3 arter av rovnattsländor, Rhyacophila fasciata, Rhyacophila nubila och Rhyacophila obliterata.